# Lys (Borgogna-Franca Contea)
Lys è un comune francese di 122 abitanti situato nel dipartimento della Nièvre nella regione della Borgogna-Franca Contea.

## Società

### Evoluzione demografica
Abitanti censiti